# Bailleul-le-Soc
Bailleul-le-Soc är en kommun i departementet Oise i regionen Hauts-de-France i norra Frankrike. Kommunen ligger i kantonen Clermont som tillhör arrondissementet Clermont. År 2022 hade Bailleul-le-Soc 644 invånare.

## Befolkningsutveckling
Antalet invånare i kommunen Bailleul-le-Soc
| Referens: INSEE |